# Großsteingrab Görslow
Das Großsteingrab Görslow ist eine megalithische Grabanlage der jungsteinzeitlichen Trichterbecherkultur bei Görslow, einem Ortsteil von Leezen im Landkreis Ludwigslust-Parchim (Mecklenburg-Vorpommern).

## Lage
Das Großsteingrab befindet sich knapp einen Kilometer östlich von Görslow im Waldstück Hohes Holz direkt neben einem Waldweg. Wenige hundert Meter östlich liegen drei größere Steinansammlungen, bei denen es sich um Reste weiterer Großsteingräber handeln könnte. Etwa 3 km südlich befand sich das Großsteingrab Raben Steinfeld.

## Beschreibung
Die Anlage ist etwa nord-südlich orientiert und nach Ewald Schuldt als kammerloses Hünenbett anzusprechen. Bei einer Steinansammlung am Südende des Betts könnte es sich allerdings um die Reste einer Grabkammer handeln.